# Michael Landon
Michael Landon (31 tháng 10 năm 1936 – 1 tháng 7 năm 1991) là một diễn viên, nhà văn, đạo diễn, và nhà sản xuất. Ông được biết đến trong vai Little Joe Cartwright trong phim Bonanza (1959–1973), Charles Ingalls trong phim Ngôi nhà nhỏ trên thảo nguyên (1974–1983), và Jonathan Smith trong phim Highway to Heaven/Đường tới thiên đàng (1984–1989). Landon đã xuất hiện trên trang bìa của TV Guide 22 lần, chỉ chịu đứng sau Lucille Ball với 39 lần xuất hiện trên trang bìa (TV Guide, 06/07/1991).